# Kiwira
Der Kiwira ist einer der größeren tansanischen Zuflüsse des Malawisees. Er durchfließt die Mbeya-Region im Südwesten des Landes.

## Verlauf
- Karte mit allen Koordinaten:
- OSM |
- WikiMap

Das Quellgebiet des etwa 155 km langen Flusses befindet sich 9,5 km nordnordöstlich des Rungwe auf einer Höhe von etwa 2200 m. Der Kiwira wird durch den Zusammenfluss mehrerer Quellbäche gebildet, die in den Poroto-Bergen entspringen. Er fließt zunächst nach Westen, später nach Südwesten. Nach etwa 30 km dreht er nach Süd-Südosten. Nach etwa der Hälfte seiner Fließstrecke nimmt er seinen wichtigsten Nebenfluss, den Runga, von rechts auf. Der Kiwira mündet schließlich in das nordwestliche Ende des Malawisees.

## „Die Brücke Gottes“
Am Kiwira gibt es eine Naturbrücke. Über den Fluss liegt ein großer Felsen (⊙), der auf Swahili Daraja la Mungu, auf Deutsch „Die Brücke Gottes“, genannt wird.